# Джидлеев, Пюрвя Джидлеевич
Пюрвя́ Джидле́евич Джидле́ев (1913, Келкета, Манычский улус, Астраханская губерния, Российская империя — 1940, Элиста, Калмыцкая АССР, РСФСР) — советский калмыцкий поэт, переводчик, член Союза писателей СССР.

## Биография
Пюрвя Джидлеев родился в 1913 году в хотоне Келкета Манычского улуса Астраханской губернии.
С 30-х годов XX столетия работал корреспондентом газеты «Улан хальмг» (Красный калмык).
В 1939 году был принят в члены Союза писателей СССР.
В 1940 году скоропостижно скончался.

## Творчество
С 1934 года начал свою литературную деятельность, печатая стихи в калмыцких газетах. В 1940 году вышел первый сборник стихотворений «Наша радость».
Пюрвя Джидлеев занимался переводами на калмыцкий язык сочинений М. Горького. Перевёл сочинения А. С. Пушкина «Метель», «Гробовщик». Известен своим переводом на калмыцкий язык песни «Катюша».

## Сочинения

### На калмыцком языке
- Наша радость, стихи. — 1940 г.

## Источник
- Джимгиров М. Э. Писатели советской Калмыкии. — Элиста: Калмыцкое книжное издание, 1966. — стр. 81—83